# M1917エンフィールド
M1917エンフィールド（M1917 Enfield）は、第一次世界大戦期のアメリカ合衆国で開発されたボルトアクション小銃である。イギリス製の.303口径小銃P14を原型に、アメリカ軍の制式小銃弾.30-06スプリングフィールド弾を射撃できるよう口径を改めたモデルで、アメリカン・エンフィールド（American Enfield）と通称されるほか、しばしば誤ってP17、P1917、パターン1917（Pattern 1917）などとも呼ばれる。制式名称はUnited States Rifle, cal .30, Model of 1917（合衆国1917年型.30口径小銃）。1917年から1918年にかけて生産された。

## 歴史
第一次世界大戦勃発前、イギリスは主力歩兵銃としてSMLE小銃を配備していた。しかしSMLEが使用する.303ブリティッシュ弾は元々黒色火薬を使用する銃弾で、弾倉や弾帯による装填には不向きであり、ドイツ製のモーゼル小銃やアメリカ製のスプリングフィールド小銃と比較しても、SMLEの長射程での正確性は劣っていた。これを受けてイギリスでは新型弾薬およびそれを使用するための新型小銃の設計が始まった。こうして開発された新型小銃P13のデザインはドイツ製モーゼル小銃に強い影響を受けたデザインで、より強力なリムレスの新型銃弾は.276エンフィールド弾と呼ばれた。生産性の高さも重視されていたものの、結局は配備を待たずして第一次世界大戦が勃発してしまう。
戦争が始まると、まもなくイギリスは生産力の不足から小火器不足に陥り、アメリカの軍需産業に対して生産の契約を持ちかけたのである。また供給上の問題からP13は従来の.303弾を使用するように改良され、この改良型小銃はP14と呼ばれた。主要な生産はウィンチェスターとレミントンが担当したほか、ペンシルヴァニア州エディストンにあるレミントンの子会社ボールドウィン機関車も生産を担った。このため、アメリカで生産されたP14の刻印にはWinchester、Remington、Eddystoneの3種類がある。

### 第一次世界大戦

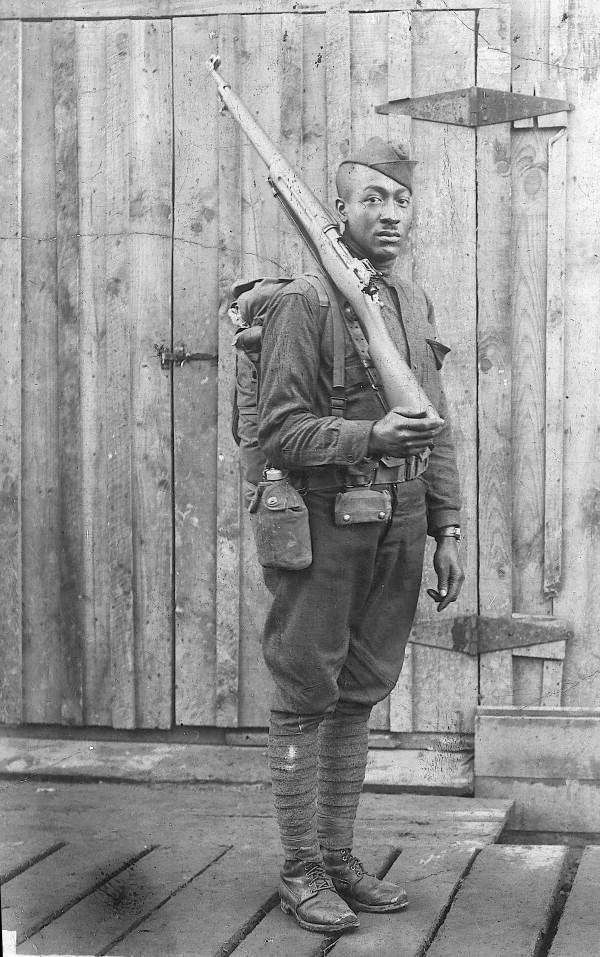
M1917を担いたアメリカ軍人（1918年頃）

アメリカが第一次世界大戦に参戦すると、イギリス向け需要に加えてアメリカ軍における小銃の需要も高まった。当時、アメリカ軍では制式小銃としてスプリングフィールドM1903小銃が採用されていたが、大規模な動員の結果、生産数が不足し、配備が滞るようになった。スプリングフィールド造兵廠ではM1903の増産を試み、軍縮に伴いM1903の製造を中止していたロックアイランド造兵廠でも製造が再開された。それでも人材および材料の不足のために調達は滞り、これを補う努力の一環として、旧式のスプリングフィールドM1892（国産化されたクラッグ小銃）などが新兵訓練用の小銃として持ち出された。
こうした中で、新たに機材や人員を揃えてM1903の製造拠点を確保することは難しく、既に生産体制が整っている別の小銃を代用品として調達する計画が持ち上がったのである。そしてウィンチェスター、レミントン、ボールドウィンがイギリス政府との契約に基づくP14の生産をちょうどこの時期に完了したため、そのままアメリカ軍向けにP14の製造を継続させ、これをM1903の代用小銃とすることとなった。当初は.303口径のまま調達することも検討されたが、2系統の小銃弾を採用すると供給の混乱を招く恐れがあり、またアメリカ製.30-06スプリングフィールド弾は.303ブリティッシュ弾よりも先進的で優れた弾薬と見なされていたため、.30口径への設計変更が決定した。この小銃はUnited States Rifle, cal .30, Model of 1917として制式採用されることとなる。
1917年5月10日、最初の試作品が3メーカーからスプリングフィールド造兵廠へと提出された。.30口径への設計変更自体は構造上容易だったが、P14小銃の部品の一部が手作業で製造され、互換性が失われている点が問題視された。7月12日には改良を加えた試作品が提出されたが、さらに改良が必要と判断され、この時点で3メーカーに対し、改良と平行して生産に踏み切るか、改良および部品標準化の完了まで生産を延期するかの選択が迫られた。結局、ウィンチェスターのみが先行して生産を開始することになったが、前線ではウィンチェスター製小銃の部品互換性に関する批判が相次いだ。他2メーカーにて改良が完了した後は、ウィンチェスター製の先行生産分にも互換性を保った部品が段階的に組み込まれていった。このときの改良による部品の標準化により、1丁あたり42ドル程度だったP14に対し、M1917は26ドル程度まで値段が下がっていた。
先行生産分の部品互換性の問題のほかにも、イギリスとアメリカの設計思想の差による苦情や混乱がいくつか指摘されていた。例えば、M1917は開いたボルトを押し込む過程で撃鉄ばねを圧縮するコック・オン・クロージング（cock-on-closing）メカニズムを採用しており、ボルトを開いて引き下げる過程で作用するコック・オン・オープニング（cock-on-opening）メカニズムを採用するM1903とは使用感が異なっていた。マガジンカットオフ（弾倉からの給弾停止）が行えないことは、実戦ではさほど問題にならなかったが、弾倉が空になった際には手でマガジンフォロワーを押し込まなければボルトを閉じることができず、教練時に混乱が生じた。硬貨を弾倉にねじ込み無理やり固定することで対策とした者もいたほか、後には教練用機材として板金製の留め具が調達されている。
一方、M1903よりも重量があり嵩張るという指摘は純粋な問題点だった。このため、遠征軍の大部分がM1917で武装することになった後でさえ、少なからぬ兵士がM1903を好んだと言われている。
付属品としてはP14と同型の銃剣がM1917銃剣として採用され、ウィンチェスターおよびレミントンによって製造された。この際、イギリス向けに製造されたP14銃剣の一部もアメリカ軍によって購入されている。そのほか、M1903と同様にヴィヴァン・ベシエール発射機あるいはVB発射機として知られるフランス製小銃擲弾発射機をコピーしたものが取り付けられることもあった。M1917向けのピダーセン・デバイスの設計も試みられたものの、完成前に休戦を迎えたことで頓挫している。
レミントン社による生産拠点はイリオンとエディストンの工場に置かれる。またウィンチェスター社ではニューヘブンの工場をM1917の生産拠点に定め、同工場におけるM1917の生産数はM1903に比べておよそ2倍だったとされる。最終的な生産数はウィンチェスター製が465,980丁、レミントン製が545,541丁、エディストン製が1,181,908丁だったとされる 。
M1917はM1903と共に制式小銃として配備されていたが、その割合はすぐにM1903を上回った。1918年11月11日の段階で、フランスに展開したアメリカ遠征軍のおよそ75%はM1917で武装していたという 。
M1917は、アルヴィン・ヨーク軍曹が名誉勲章を受ける要因ともなった1918年10月8日の戦いで使用した小銃としても知られる。ヨーク自身の日記によれば、M1917に加えてM1911拳銃も所持していたという。なお、ゲイリー・クーパー主演の映画『ヨーク軍曹』では、M1903とルガー拳銃が使用されていた。
休戦後、軍部ではM1903とM1917のどちらを制式装備（Standard）、またどちらを準制式装備（Substitute Standard）に指定するべきかという議論が起こった。M1917は大戦を通じて歩兵銃として十分優れていることが実証され、また議論の時点で既に大量に配備・備蓄されていた。一方、M1903は大戦中の配備こそままならなかったものの、あらゆる点でM1917よりも優れた小銃と見なされていた。また、M1903は主に官営造兵廠で生産されており、将来的な調達の際に労働争議などの問題に悩まされずに済むという点も指摘されていた。結局、M1917は準制式装備に格下げされ、M1903へと更新された後、大部分は予備装備として保管されることとなった。
戦間期には民間への放出も始まり、猟銃やスポーツ銃として使われた。また、レミントンではモデル30として知られるM1917のスポーツ・モデルが設計・製造された。

### 第二次世界大戦
第二次世界大戦中には、訓練用小銃として、あるいは後方部隊向けの装備として、再びM1917の配備が行われた。
例えば、アメリカ陸軍の化学迫撃砲部隊は依然としてM1917が配備されていた。開戦当初にM1ガーランドが不足した折にはM1917が砲兵隊向けに配備され、以後も北アフリカ戦線では砲兵隊や迫撃砲部隊に向けて配備されていた。第101空挺師団所属の空挺隊員チャールズ・E・ピーターソン少佐は、フランスにて後方部隊がM1917を使用しているのを目撃したとしている。フィリピン自治連邦区軍(Philippine Commonwealth Army)やフィリピン警察軍もM1917を使用した。フィリピン第二共和国の時代には日本軍指導下の警察部隊だけではなく、ユサッフェ・ゲリラなどの抗日ゲリラによっても使用された。
第二次世界大戦期には余剰装備として保管されていたM1917が再調整を受け、訓練やレンドリース法に基づく貸与武器として使用された。この調整の際、金属部品に対するパーカライジングや表面磨き、木製銃床の交換などが行われている。多くは英国購買委員会を通じてイギリスへの貸与武器となり、1940年夏には615,000丁が、1941年には119,000丁が英本土へ届けられ、ホーム・ガードなどの装備に使用された。これらのM1917は旧式で.303弾を使用するP14と区別するため銃床に赤い帯模様が描かれていた。その他、ビルマ・インド戦線に展開する国民党軍やフィリピン軍、自由フランス軍などで使用されている様子が写真に残されている。アイルランドの地域防衛隊(Local Defence Force)でも支給された。地域防衛隊はホーム・ガードに類似したパートタイム部隊であった。デンマークやノルウェーでも、M1ガーランド到着以前の暫定的な装備としてM1917が支給されていた。

### その後

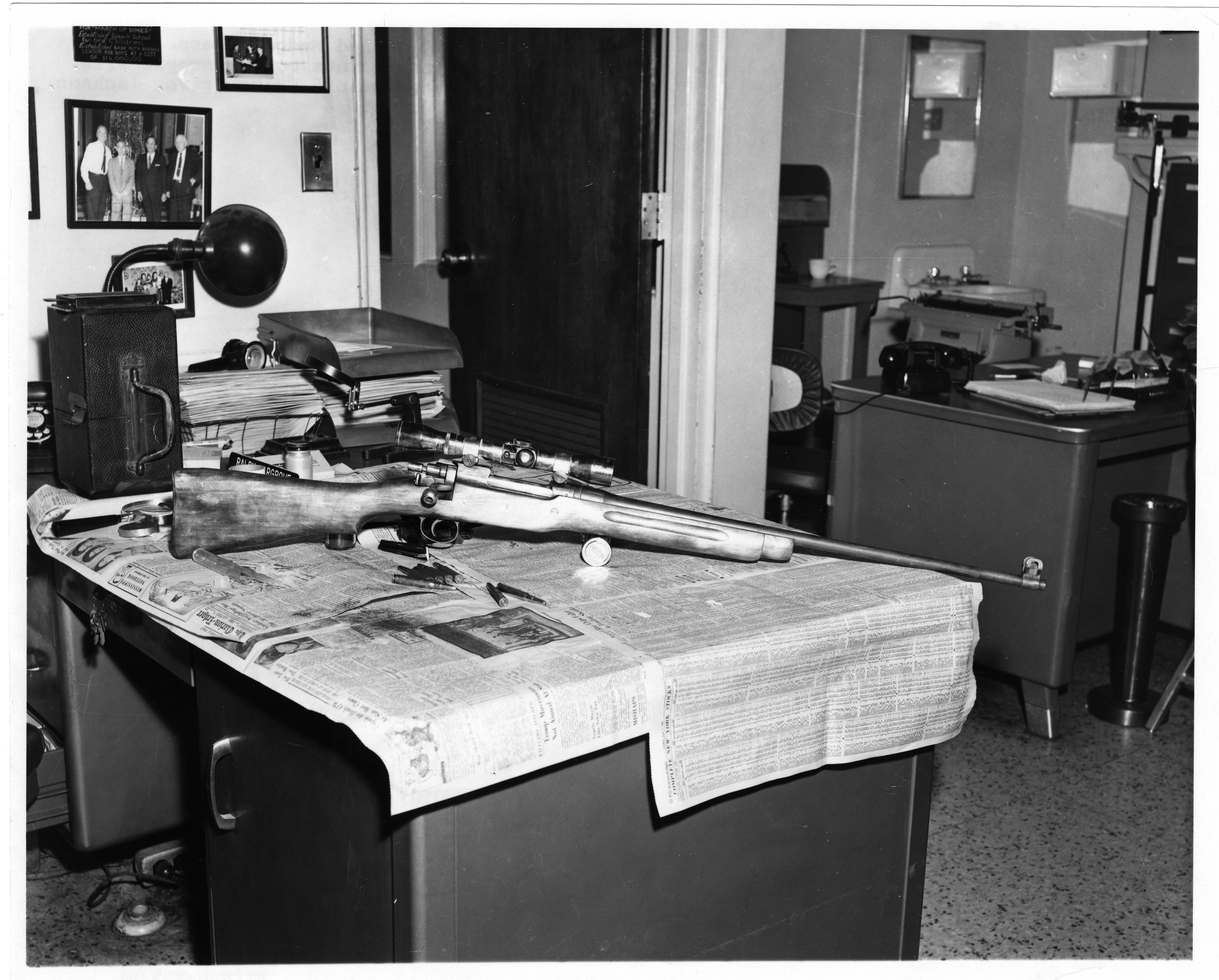
スポーツライフルとして改造されたM1917。メドガー・エヴァース暗殺時に凶器として用いられたもの

第二次世界大戦後、M1917はほぼ完全に第一線を退いた。朝鮮戦争では狙撃銃として使用され、ごくわずかながらベトナム戦争にも投入されている。また、中東やアフリカの紛争でも放出されたM1917がしばしば使用された。
現在でもデンマーク海軍の精鋭部隊、シリウス雪橇パトロール隊では、儀礼用小銃としてM1903やM1ガーランド、M14などと共にM1917が使用されている。

## 主な使用国
- インド
- オーストラリア
- ニュージーランド
- イギリス
- フィリピン
- フランス
- ポルトガル
- ラトビア - ラトビア独立戦争にて使用。
- デンマーク - 1953年にホームガード部隊が採用し、現在ではグリーンランドで活動するシリウス雪橇パトロール隊（英語版）が儀礼用に使用。
- アメリカ合衆国 - アメリカ陸軍およびアメリカ海兵隊が使用。
- アイルランド - 第二次世界大戦中、地域防衛隊が使用。
- ノルウェー - 第二次世界大戦後に採用。
- ホンジュラス - 7mm口径型を設計。
- 南ベトナム - ベトナム戦争期に少数の供与を受ける。